# 紐瓦克 (英國國會選區)

選區在諾丁漢郡的位置

紐瓦克（英語：Newark），英國國會一郡選區，位於諾丁漢郡東部，包括巴西特勞南部、紐瓦克-舍伍德東部和拉什克利夫北部。
本區始設於1673年，1885年前為複選區。1885年後多數時期支持保守黨，但在1950年後工黨也曾多次勝出。在2010年大選中保守黨的現任議員帕特里克·默瑟以53.9%選票成功連任。

## 边界
1918–1950 年：纽瓦克市自治市镇，以及宾汉姆、纽瓦克和绍斯韦尔的农村地区。
1950–1955 年：纽瓦克市自治市镇、曼斯菲尔德伍德豪斯市区以及纽瓦克和绍斯韦尔农村区。
1955–1983 年：纽瓦克市自治市镇，以及纽瓦克和绍斯韦尔的农村地区。
1983-2010 年：纽瓦克区的 Beacon、Bridge、Bullpit Pinfold、Castle、Caunton、Collingham、Devon、Elston、Farndon、Magnus、Meering、Milton Lowfield、Muskham、Southwell East、Southwell West、Sutton on Trent、Trent 和 Winthorpe，以及东万锦、东雷特福德东、东雷特福德北、东雷特福德西、埃尔克斯利、特伦特和图克斯福德的巴塞特劳区。
2010-2024 年：纽瓦克区和鲍尔德顿北区、巴尔德顿西区、灯塔区、布里奇区、城堡区、考顿区、科林厄姆和梅林区、德文郡、法恩登区、洛德姆区、马格努斯区、马斯克汉姆区、索斯韦尔东区、绍斯韦尔北区、索斯韦尔西区、特伦特河畔萨顿、特伦特和温索普，东万锦、兰普顿、塔克斯福德和特伦特的巴塞特劳区，以及宾汉东区的拉什克利夫区， Bingham West、Cranmer、Oak 和 Thoroton。

## 选区概况
许多城镇的建筑具有历史意义，有许多保存完好的受保护建筑，而选区的大部分议会住房是根据购买权私人收购的。尽管如此，仍有少数社会住房，但该比例低于三个地区的全国平均水平。
工党在 1997 年取得压倒性胜利后担任了一个任期，但随后的重大边界变化带来了更多的农村地区，并使该席位成为英国最强大的保守党投票之一。